# Salares
Salares – gmina w Hiszpanii, w prowincji Malaga, w Andaluzji, o powierzchni 10,29 km². W 2011 roku gmina liczyła 236 mieszkańców.